# پلی‌استیشن ۴
پلی‌استیشن ۴ (به انگلیسی: PlayStation 4) (کوتاه‌نوشت: PS4) یک کنسول بازی ویدئویی خانگی از نسل هشتم است که از سوی شرکت سونی اینتراکتیو انترتینمنت عرضه شده‌است. این کنسول نخستین بار در ۲۰ فوریه سال ۲۰۱۳ در یک کنفرانس اختصاصی از سوی سونی که در شهر نیویورک برگزار شده بود معرفی شد. در این کنفرانس خود کنسول نمایش داده نشد و تنها از دستهٔ جدید دوال‌شاک ۴ و پلی‌استیشن آی جدید رونمایی شد. این کنسول در ۱۵ نوامبر ۲۰۱۳ در آمریکای شمالی و در ۲۹ نوامبر ۲۰۱۳ در اروپا و استرالیا پخش شده‌است، و در نسل هشتم کنسول‌های بازی ویدئویی با نینتندو سوئیچ مایکروسافت اکس‌باکس وان به رقابت می‌پردازد. این کنسول، در سه مدل فت، اسلیم و پرو به بازار آمده‌است. همچنین تولید پلی استیشن ۴ سری نخست که با عنوان فت شناخته می‌شود در سال ۲۰۱۶ پایان یافته و پس از تولید پلی‌استیشن ۵، تنها مدل اسلیم تولید می‌شود.

## ویژگی‌های کنترلر
در طول کنفرانس اختصاصی معرفی این کنسول، سونی از دسته جدید دوال‌شاک ۴ و در ای۳ ۲۰۱۳ از نسل بعد دوربین پلی‌استیشن به‌طور انحصاری برای این کنسول پرده برداری کرد.
ویژگی‌های اضافه شده به کنترلر دول‌شاک ۴، لایت بار (Light bar) جلوی دسته، تاچ‌پد و دکمه اشتراک‌گذاری است. لایت بار یک سیستم تعاملی با دوربین پلی‌استیشن است و کاربردی مانند موو (PS Move) دارد. دکمه اشتراک‌گذاری برای ثبت کردن اسکرین شات، ضبط ویدئو از بازی‌ها، استفاده از قابلیت شیر پلی (SHARE Play) و شروع کردن یک پخش همگانی کارایی دارد.

## نرم‌افزار و سرویس‌ها

### نرم‌افزار سیستم

نماگرفتی از سیستم‌عامل - نرم‌افزار پلی‌استیشن ۴

این کنسول گونه‌ای رابط منوی قابل شخصی‌سازی با نام «منوی پویای پلی‌استیشن» را ارائه می‌دهد که در رنگ‌بندی نیز گوناگونی دارد. این میانجی کاربری افزون بر تروفی‌های گرفته‌شده توسط گیمر، پروفایل وی، فعالیت اخیرش، آگاهی‌رسانی‌ها و برخی جزئیات دیگر را نشان می‌دهد.

### ویژگی‌های آنلاین
این کنسول در زمینه بازی آنلاین ویژگی‌های تازه‌ای همچون امکان بازی کردن در هنگام دانلود بازی، قابلیت اشتراک‌گذاری فراوان همانند قابلیت تماشای بازی در حال انجام دیگران و به دست گرفتن کنترل بازی دیگران و امکان رایگان بازی کردن بازی‌ها به صورت آزمایشی پیش از خرید را فراهم آورده‌است. همچنین سرویس‌های فیس‌بوک، توییتر و شبکه‌های استریم ویدئویی Ustream توییچ. تی‌وی، و یوتیوب بازی با پلی‌استیشن ۴ سازگار شده‌اند و دسترسی به آن‌ها نیز وجود دارد. همچنین دسته دوال‌شاک ۴، برای آسان‌تر شدن اشتراک‌گذاری، یک دکمهٔ اختصاصی برای این کار دارد که شیر پلی نام دارد (Share play).

## ویژگی‌های شبکه‌های اجتماعی
سونی به عنوان اصلی‌ترین ویژگی کنسول روی جنبه‌های «اجتماعی» متمرکز شده‌است. اگرچه پلی‌استیشن ۴ عملکرد اجتماعی را بهبود بخشیده‌است، اما این ویژگی‌ها اختیاری هستند و قابلیت غیرفعال کردن دارند.

## امکانات شبکه‌های اجتماعی

### ایجاد اجتماع
کاربران این امکان را دارند که براساس علاقه شخصی، گروه‌های اجتماعی خود را ایجاد کنند یا عضو آن‌ها شوند. جوامع شامل یک هیئت مدیره بحث، دستاوردها و کلیپ‌های بازی است که توسط اعضای دیگر به اشتراک گذاشته می‌شود، به علاوه امکان پیوستن به چت گروهی و راه اندازی بازی‌های تعاونی نیز وجود دارد. سونی اظهار داشت که «اجتماعات راه خوبی برای معاشرت با بازیکنان همفکر هستند»، به ویژه هنگامی که «شما می‌خواهید با یک حمله بزرگ چند نفره مقابله کنید، اما دوستان کافی در دسترس ندارید».

### اشتراک گذاری رسانه‌ها
کنترلر دوال‌شاک ۴ شامل یک کلید "SHARE" است که به بازیکن اجازه می‌دهد تا ۶۰ دقیقه آخر گیم پلی ضبط شده خود را برای چرخش انتخاب کند تا یک عکس یا کلیپ ویدیویی مناسب برای به اشتراک گذاشتن ایجاد کند. این رسانه‌ها به صورت یکپارچه از کنسول در اختیار سایر کاربران پلی‌استیشن یا وبگاه‌های شبکه‌های اجتماعی مانند دیلی موشن، فیس‌بوک، توییتر و یوتیوب قرار می‌گیرند و کاربران می‌توانند رسانه‌ها را در یک یواس‌بی فلش درایو کپی کرده و در شبکه اجتماعی یا وب سایت مورد نظر خود بارگذاری کنند.
پخش کنندگان همچنین می‌توانند از یک برنامه ویرایش ویدیو رایگان به نام ShareFective استفاده کنند تا کلیپ‌های ویدئویی مورد علاقهٔ خود را برش داده و مونتاژ کنند، موسیقی را سفارشی‌سازی کنند. به‌روزرسانی‌های بعدی گزینه‌هایی را برای طرح بندی تصویر در تصویر، امکان ایجاد کولاژ عکس و GIFهای متحرک اضافه کرده‌است.

### پخش زنده
بازیکنان می‌توانند گیم‌پلی بازی‌های زنده را که دوستانشان از طریق رابط پلی‌استیشن ۴ با دوربین کراس بازی و ورودی میکروفون بازی، و با سکوت تماشا کنند، یا گیم‌پلی خود را از طریق دیلی موشن، توییچ. تی‌وی، Ustream ,Niconico، یا YouTube Gaming به‌طور زنده پخش کنند. به دوستان و اعضای عمومی این امکان را می‌دهد تا از سایر مرورگرهای وب و دستگاه‌ها دربارهٔ آن‌ها مشاهده و اظهار نظر کنند. اگر یک کاربر در حال پخش صفحه نیست، یک نفر دیگر می‌تواند یک اعلان «درخواست تماشا» را برای آن‌ها ارسال کند.

### شبکه پلی‌استیشن
پلی‌استیشن ۴ به کاربران این امکان را می‌دهد تا به انواع سرویس‌های رایگان و پریمیوم شبکه پلی‌استیشن از جمله سرویس‌های اشتراک در فروشگاه پلی‌استیشن، پلی‌استیشن پلاس، پلی‌استیشن موزیک که توسط اسپاتیفای و سرویس اشتراک پلی‌استیشن ویدئو دسترسی داشته باشند و این امکان را به صاحبان می‌دهد تا نمایش‌ها و فیلم‌های تلویزیونی را اجاره یا خریداری نمایند. سرویس تقاضای تلویزیون مستقر در ابر مستقر در ایالات متحده با نام PlayStation Vue تست بتا را در اواخر نوامبر ۲۰۱۴ آغاز کرد. سونی در نظر دارد خدمات ارائه شده خود را در طول عمر کنسول گسترش داده و تکامل بخشد. برخلاف پلی‌استیشن ۳، عضویت در پلی‌استیشن پلاس برای دسترسی به اکانت چندنفره در اکثر بازی‌ها لازم است. این نیاز در مورد بازی‌های رایگان یا بازی مبتنی بر اشتراک اعمال نمی‌شود.

### صفحه نمایش ثانویه و پخش از راه دور
تلفن‌های هوشمند و تبلت‌ها می‌توانند با دستگاه پلی‌استیشن ۴ به عنوان صفحه نمایش ثانویه ارتباط برقرار کنند و همچنین می‌توانند کنسول را از حالت خواب (sleep) بیدار کنند. تلفن هوشمند سونی اکسپریا، رایانه لوحی یا پلی‌استیشن ویتا می‌توانند برای پخش گیم پلی از کنسول به دستی استفاده کنند، به این صورت که بازی‌های پشتیبانی شده از راه دور از خانه یا خارج از خانه پخش شوند. سونی آرزو دارد تا همه بازی‌های پلی‌استیشن ۴ را در پلی‌استیشن ویتا قابل پخش کند. توسعه دهندگان می‌توانند کنترل ویژه ویتا را برای استفاده از طریق ریموت پلی اضافه کنند. این ویژگی بعداً برای فعال کردن قابلیت ریموت پلی پلی‌استیشن ۴ در رایانه‌های شخصی مایکروسافت ویندوز و مک‌اواس گسترش یافت. این به روزرسانی که در آوریل ۲۰۱۶ منتشر شد، امکان عملکرد ریموت پلی را در رایانه‌های دارای ویندوز ۸٫۱، ویندوز ۱۰، او اس ده یوسمیت و OS X El Capitan فراهم می‌کند. ریموت پلی از گزینه‌های وضوح تصویر ۳۶۰پی، ۵۴۰پی و ۷۲۰پی پشتیبانی می‌کند (۱۰۸۰پی در پی‌اس۴ پرو موجود است)، گزینه‌های نرخ فریم ۳۰–۶۰ فریم ریت و دوال‌شاک ۴ از طریق USB قابل اتصال است.
برنامه پلی‌استیشن به دستگاه‌های تلفن همراه آی‌اواس و اندروید اجازه می‌دهد تا با دستگاه پلی‌استیشن ۴ از دستگاه خود تعامل داشته باشند. کاربر می‌تواند از این برنامه برای خرید بازی‌های پلی‌استیشن ۴ از کنسول استفاده کند و آن‌ها را از راه دور بارگیری کند، تماشای پخش مستقیم بازی‌های دیگر و / یا مشاهده نقشه‌های درون بازی در هنگام بازی را انجام دهد.

## سخت‌افزار

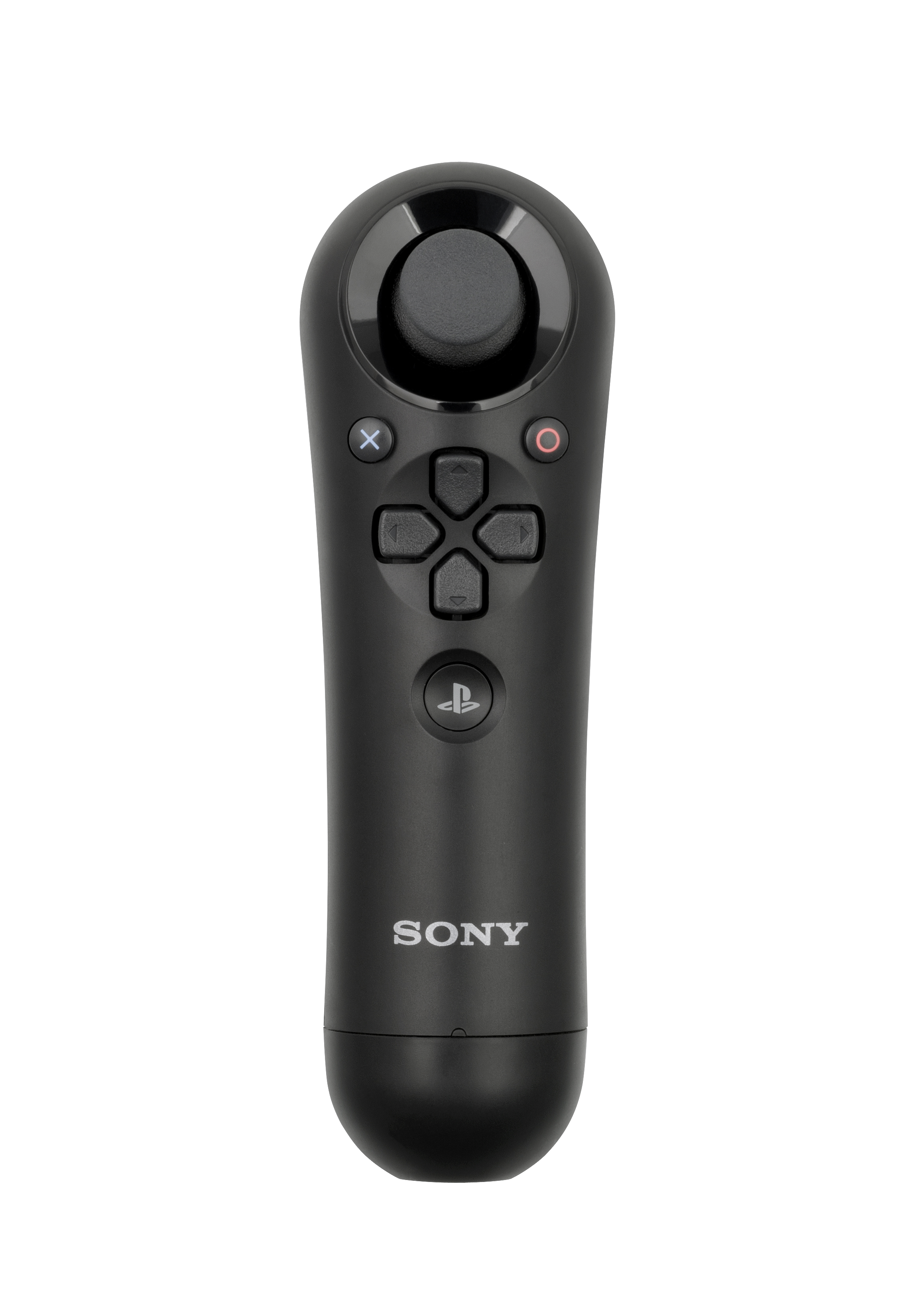
کنترلر پلی استیشن ۴

در پلی‌استیشن ۴ برای اولین بار در خانواده پلی‌استیشن از پردازنده‌ای با معماری x۸۶ و همچنین ساخت ای‌ام‌دی استفاده می‌شود. این کنسول بازی مجهز به یک ای‌پی‌یو (واحد پردازش شتاب داده شده) که دارای ۸ هسته قدرتمند جگوار و پردازشگری گرافیکی که بر اساس معماری AMD GCN طراحی شده‌است و توانایی پردازش ۱٫۸۴ ترافلاپس را دارد می‌باشد، همچنین این کنسول بازی دارای ۸ گیگابایت حافظه اصلی (RAM) از نوع GDDR5 با پهنای باند ۱۷۶ گیگابایت بر ثانیه می‌باشد.
درایو اپتیکال پی‌اس۴ توانایی خواندن دیسک‌های بلوری را در سرعت‌هایی تا سه برابر درایو پی‌اس۳ داراست. اگرچه کنسول مذکور از عکس‌ها و ویدئوها در رزولوشن ۴کی پشتیبانی می‌کند، اما انتظار نمی‌رود که سیستم، بازی‌ها را در این رزولوشن اجرا کند. این کنسول دارای یک هارد دیسک می‌باشد که با توجه به مدل کنسول از حافظه ۱ ترابایت یا ۵۰۰ گیگابایتی برای ذخیره‌سازی استفاده می‌کند. پلی‌استیشن ۴ دارای قابلیت‌های وای-فای، اتصال اترنت، بلوتوث و دو درگاه USB 3 است.

## تجدیدنظر سخت‌افزاری

### پلی‌استیشن ۴ اسلیم (باریک)

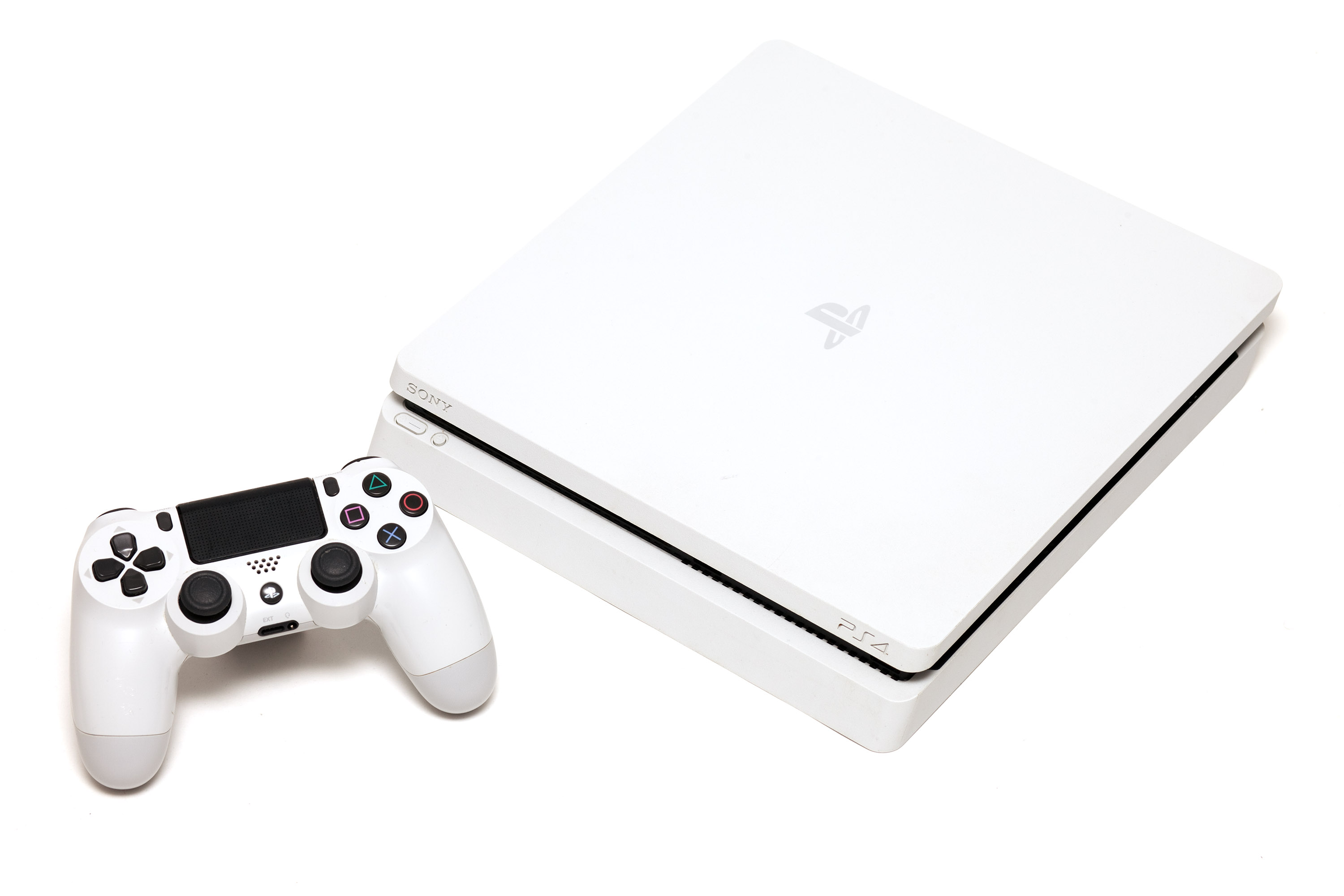
یک پلی‌استیشن ۴ اسلیم

پلی‌استیشن ۴ اسلیم (باریک) که به شکل رسمی و به عنوان جایگزین رسمی پلی‌استیشن ۴ به بازار عرضه شده، در ۷ سپتامبر ۲۰۱۶ رونمایی شد، شماره مدل این کنسول CUH-2000 است، این نسخه دارای سخت‌افزار اصلی پلی‌استیشن ۴ می‌باشد که توسط تولیدکننده فشرده‌تر گردیده، پوشش جدید ۴۰٪ کوچکتر است و دارای روکش مات است و در قسمت جلو لبه‌های این کنسول جدید گرد شده‌است، سیستم دارای ۲ درگاه یواس‌بی در جلو می‌باشد که یک شکاف بزرگ در بین آن‌ها وجود دارد، همچنین پورت‌های اپتیکال صدا حذف شده‌اند دستگاه با یک بروزرسانی جزئی می‌تواند با دستهٔ دول‌شاک ۴ بهینه‌سازی شود که این موضوع از طریق بالای پد لمسی قابل مشاهده است، پلی‌استیشن ۴ اسلیم در تاریخ ۱۵ سپتامبر سال ۲۰۱۶ با یک هارد دیسک ۵۰۰ گیگابایتی با همان قیمت پلی‌استیشن ۴ قبلی ارائه گردید، در حال حاضر سونی برنامه‌ای برای تولید پلی‌استیشن قبلی ندارد و به تعبیری پلی‌استیشن (اسلیم) به شکل کلی و بدون سر و صدا از طرف سونی جایگزین پلی‌استیشن ۴ قبلی گردیده.

### پلی‌استیشن ۴ پرو
کنسول پلی‌استیشن پرو، با نام رمز (نئو) در ۷ سپتامبر ۲۰۱۶ معرفی و در نهایت در تاریخ ۱۰ نوامبر ۲۰۱۶ به‌طور رسمی برای فروش در سراسر جهان رونمایی گردید. شماره مدل این کنسول CUH-7000 است. این کنسول یک نسخهٔ روزآمد از پلی‌استیشن ۴ به همراه سخت‌افزار پیشرفته برای اجرای بازی‌ها در وضوح ۴کی به صورت بومی یا با استفاده از تکنیک Upscaling می‌باشد در کنار این مورد خاص، از بهبود عملکرد پلی‌استیشن وی‌آر در این کنسول نیز می‌توان نام برد. از جمله تغییرات صورت گرفته در این کنسول، واحد پردازش گرافیکی است که به ۴/۲ ترافلاپس پردازش قدرت سخت‌افزاری افزایش یافته. سرعت کلاک پردازنده نیز بهبود یافته. بازی‌های بهبود یافته برای این کنسول تحت عنوان PS4 Pro Enhanced شناخته می‌شوند و ممکن است که برای بهبود گرافیکی، رزولوشن یا پشتیبانی از (HDR) بهینه‌سازی شده باشند.